# Mori (gemeente)
Mori is een gemeente in de Italiaanse provincie Trente (regio Trentino-Zuid-Tirol) en telt 8823 inwoners (31-12-2004). De oppervlakte bedraagt 34,5 km², de bevolkingsdichtheid is 256 inwoners per km².
De volgende frazioni maken deel uit van de gemeente: Besagno, Loppio, Manzano, Molina, Mori Vecchio, Nomesino, Pannone, Ravazzone, Sano, Seghe I e II, Tierno, Valle S.Felice e Varano.

## Demografie
Mori telt ongeveer 3495 huishoudens. Het aantal inwoners steeg in de periode 1991-2001 met 5,2% volgens cijfers uit de tienjaarlijkse volkstellingen van ISTAT.
| Jaar | Inwoneraantal |
| ---- | ------------- |
| 1991 | 8049          |
| 2001 | 8471          |

## Geografie
De gemeente ligt op ongeveer 204 m boven zeeniveau.
Mori grenst aan de volgende gemeenten: Arco, Ronzo-Chienis, Isera, Rovereto, Nago-Torbole, Brentonico, Ala.